# Lucy Anyango Omondi
Lucy Anyango Omondi (* 4. Juli 1987) ist eine kenianische Leichtathletin, die sich auf den Hammerwurf spezialisiert hat.

## Sportliche Laufbahn
Erste internationale Erfahrungen sammelte Lucy Omondi 2010 bei den Afrikameisterschaften in Nairobi, bei denen sie mit 40,54 m den 14. Platz belegte. 2014 nahm sie an den Commonwealth Games in Glasgow teil, schied dort aber mit 47,70 m in der Qualifikation aus, ehe sie bei den Afrikameisterschaften in Marrakesch mit einer Weite von 51,44 m auf Rang acht gelangte. Vier Jahre später nahm sie erneut an den Commonwealth Games im australischen Gold Coast teil und gelangte dort mit 45,59 m auf Rang neun. Im Jahr darauf wurde sie bei den Afrikaspielen in Rabat mit 47,52 m 15. 2022 gelangte sie bei den Afrikameisterschaften in Port Louis mit 43,29 m auf den 13. Platz und anschließend verpasste sie bei den Commonwealth Games in Birmingham mit 48,33 m den Finaleinzug. 2024 belegte sie bei den Afrikameisterschaften in Douala mit 48,48 m den neunten Platz.
In den Jahren 2017, 2019 und 2022 wurde Omondi kenianische Meisterin im Hammerwurf.